# Harriet Sansom Harris
Harriet Sansom Harris (Fort Worth, Texas, 8 januari 1955) is een Amerikaans actrice, best bekend door haar rollen als Bebe Glazer in Frasier en Felicia Tilman in Desperate Housewives.
Ze is afgestudeerd als actrice aan de befaamde Juilliard School in New York. Haar debuut maakte ze op de planken, waaronder in Shakespeares King Lear en Romeo en Julia, Sophocles' Antigone en Bertolt Brechts Mutter Courage und ihre Kinder.
Voor televisie acteerde ze in meerdere series: ze ontwikkelde zelf The Five Mrs. Buchanans en ze speelde onder andere in Ghost Whisperer, Murphy Brown, Ally McBeal, Six Feet Under en Ellen.

## Filmografie
- Addams Family Values - Ellen Buckman (1993)
- The X-Files - Dr. Sally Kendrick (1993)
- Frasier - Bebe Glazer (1993–2004)
- Romeo + Juliet - Susan Santandiago
- Ally McBeal - Cheryl Bonner (1998)
- Nurse Betty - Ellen (2000)
- Memento - Mrs. Jankis (2000)
- Six Feet Under - Catherine Collins (2002)
- It's All Relative - Audrey O'Neill (2003, 2004)
- Desperate Housewives - Felicia Tilman (2004–2006, 2010–2011)
- Strong Medicine - Barbara Curtis (2005)
- Ghost Whisperer - Marilyn Mandeville (2006)
- Werewolf by Night - Verussa Bloodstone (2022)

- Bibliothèque nationale de France: cb14185531d (data)
- Gemeinsame Normdatei: 1066709025
- International Standard Name Identifier: 0000 0001 1493 7206
- Library of Congress Control Number: no2002065404
- Nationale Bibliotheek van Israël: 987007441253405171
- SNAC: w6qr53m4
- Virtual International Authority File: 75987261
- WorldCat: E39PBJgXcffgRwVPr7DjMbGvHC